# Галанов, Виктор Дмитриевич
Виктор Дмитриевич Галанов (11 августа 1878 — 26 ноября 1937) — башкирский революционный деятель и Герой Труда с 1924 года.

## Биография
Родился 11 августа 1878 года в селе Ново-Спасское Мензелинского уезда Уфимская губерния.
В 1904 году вступил  РСДРП. В 1909 году был заключён в Уфимскую тюрьму. В 1910 году окончил Казанский университет. С 1910 года по 1912 год находился в ссылке в Архангельской губернии.
В 1917 году организовал в Уфе дружины рабочей милиции. В 1918 году был назначен управляющим делами Уфимского губернского ревкома.

## Награды
Звание Герой Труда (1924).